# Anoteropsis forsteri
Anoteropsis forsteri är en spindelart som beskrevs av Vink 2002. Anoteropsis forsteri ingår i släktet Anoteropsis och familjen vargspindlar. Inga underarter finns listade i Catalogue of Life.